# Spodoptera obscura
Spodoptera obscura är en fjärilsart som beskrevs av Ribbe 1871. Spodoptera obscura ingår i släktet Spodoptera och familjen nattflyn. Inga underarter finns listade i Catalogue of Life.